# UC AlbinoLeffe
Az Unione Calcio AlbinoLeffe egy olasz labdarúgócsapat, melynek székhelye Leffe és Albino városok (Bergamo megye, Lombardia). Jelenleg a Serie B-ben játszanak, ahol a legutóbbi szezonban a 10. helyen végeztek.

## A csapat története
A klubot 1998-ban alapították, két szomszédos város, Leffe és Albino Serie C2-es csapataiból. Miután 2003-ban följutottak a Serie C1-be, Elio Gustinetti edzősködése alatt hatalmas meglepetésre, rögtön a következő szezonban följutottak a Serie B-be, miután a rájátszásban legyőzték a Pisa együttesét. 
A csapat stadionja az Atleti Azzurri d’Italia Stadion, amely 26 638 néző befogadására alkalmas; Bergamóban, a Lefféhez és Albinóhoz legközelebbi városban található. Mielőtt az AlbinoLeffe följutott volna a Serie B-be, egy mindössze 2260 férőhelyes leffei stadiont használtak. Hiába jutott föl a csapat a Serie B-be elég könnyen, a legtöbben arra számítottak, hogy 1, maximum 2 szezon után ki is hullanak, és a kétkedőknek majdnem igazuk is lett, ugyanis például a 2005-06-os szezonban csak a rájátszás után sikerült kivívniuk a bent maradást, miután összesítésben legyőzték az Avellino gárdáját (2:0; 2:3). Ezek után a 2006-07-es kiírásban a klubnak hatalmasat sikerült előrelépnie, ugyanis az előkelő 10. helyen zárták a küzdelmeket. 
A csapat hazai meccsein, az egész olasz tendenciához hasonlóan rendkívül alacsony a nézőszám. Hiába a több, mint 26 ezres stadion, eddig a rekord átlag-nézőszám a 2006-07-es szezonban alig 2400 volt.

## Jelenlegi keret
2008. március 3. szerint
| #  |              | Poszt | Név                 |
| -- | ------------ | ----- | ------------------- |
| 1  | Olaszország  | K     | Achille Coser       |
| 2  | Sierra Leone | V     | Kewullay Conteh     |
| 4  | Olaszország  | KP    | Filippo Carobbio    |
| 6  | Olaszország  | KP    | Roberto Previtali   |
| 7  | Olaszország  | KP    | Ivan Del Prato      |
| 8  | Olaszország  | KP    | Alessandro Gherardi |
| 9  | Olaszország  | CS    | Marco Cellini       |
| 10 | Olaszország  | CS    | Roberto Bonazzi     |
| 11 | Olaszország  | CS    | Nicola Ferrari      |
| 13 | Olaszország  | V     | Federico Peluso     |
| 14 | Olaszország  | V     | Ruben Garlini       |
| 16 | Olaszország  | KP    | Nicola Madonna      |

| #  |             | Poszt | Név                       |
| -- | ----------- | ----- | ------------------------- |
| 18 | Olaszország | KP    | Andrea Cristiano          |
| 21 | Olaszország | KP    | Marco Gori                |
| 22 | Olaszország | K     | Federico Marchetti        |
| 23 | Olaszország | KP    | Mirco Poloni              |
| 24 | Olaszország | V     | Gabriele Perico           |
| 28 | Olaszország | CS    | Francesco Ruopolo         |
| 30 | Olaszország | KP    | Filippo Agomeri Antonelli |
| 31 | Olaszország | V     | Paolo Foglio              |
| 71 | Olaszország | V     | Carlo Gervasoni           |
| 83 | Olaszország | V     | Mattia Serafini           |

## Híres játékosok
- Giuseppe Signori (1984-86)
- Filippo Inzaghi (1992-93)
- Giuseppe Biava (1995-2000)

## Díjak, elismerések
- Coppa Italia (A Serie C részére)

Győztes: 2002
- Serie C1 A csoport

Második: 2003
- Serie C2 A csoport

Második: 1999

## Külső hivatkozások
A csapat hivatalos honlapja